# Australian Level Crossing Assessment Model
Australian Level Crossing Assessment Model (ALCAM) är ett verktyg som används för att kontrollera säkerheten vid plankorsningar. ALCAM används i alla delstater och territorium i Australien, och i Nya Zeeland. ALCAM fungerar genom att räkna ut ett initialbetyg på en plankorsnings säkerhet genom att ta hänsyn till grejer såsom plankorsningens skyddsanordning, där en plankorsning med en aktiv skyddsanordning kan få ett lägre betyg än en plankorsning med en passiv skyddsanordning. Även möjligheten att få syn på ett tåg som närmar sig plankorsningen kan påverka det initialbetyg då en plankorsning där det är möjligt att se ett tåg långt innan det kommer till plankorsningen kan ha ett lägre betyg än en plankorsning där det är svårt att se ett tåg innan det kommer till plankorsningen. Sedan multipliceras initialbetyget med antalen vägfordon och tåg som använder plankorsningen varje dag. Det sista steget är att multiplicera detta betyg med en siffra som står som ett värde på en krocks möjliga konsekvenser. ALCAM tar inte hänsyn till tidigare olyckor eller krockar vid en plankorsning då dessa inte anses vara pålitliga tecken på att ytterligare krockar ska inträffa vid en viss plankorsning. Även utvärdering av hur olika säkerhetsbehandlingar skulle påverka en plankorsnings riskbetyg kan utföras med ALCAM.

## Historia
Under 1999 bildades ett projektlag för att skapa ett system för att kontrollera säkerheten vid plankorsningar. Detta projektlag skapade ett verktyg som hette Risk Scoring Matrix. År 2002 märkte projektlaget att det behövdes ändringar till Risk Scoring Matrix för att förbättra det, och senare samma år inleddes vidareutvecklingen av verktyget. Samma år byttes även verktygets namn från Risk Scoring Matrix till Australian Level Crossing Assessment Model. Under 2003 godkände Australian Transport Council ALCAM för användning i hela Australien, och året därpå släpptes en ny version av ALCAM. År 2007 blev Nya Zeeland inbjudet att börja använda ALCAM.